# Industrifisk
Industrifisk (tidligere også kaldet skidtfisk) er en betegnelse for fisk, der anvendes til fremstilling af fiskemel og fiskeolie og omfatter arter som tobis, sperling og brisling.